# Campanula matritensis
Campanula matritensis är en klockväxtart som beskrevs av A.Dc. Campanula matritensis ingår i släktet blåklockor, och familjen klockväxter. Inga underarter finns listade i Catalogue of Life.